# Lista do Patrimônio Mundial em Ruanda
A Organização das Nações Unidas para a Educação, a Ciência e a Cultura (UNESCO) propôs um plano de proteção aos bens culturais do mundo, através do Comité sobre a Proteção do Património Mundial Cultural e Natural, aprovado em 1972. Esta é uma lista do Patrimônio Mundial existente em Ruanda, especificamente classificada pela UNESCO e elaborada de acordo com dez principais critérios cujos pontos são julgados por especialistas na área. Ruanda, país da região dos Grandes Lagos Africanos que concentra relevante patrimônio florestal e cultural Bantu e registra uma notória diversidade geológica e biológica, ratificou a convenção em 28 de dezembro de 2000, tornando seus locais históricos e naturais elegíveis para inclusão na lista.
Os sítios Sítios memoriais do Genocídio: Nyamata, Murambi, Gisozi e Bisesero e Parque Nacional Nyungwe foram os primeiros locais de Ruanda incluídos na lista do Patrimônio Mundial da UNESCO por ocasião da 45.ª Sessão do Comitè do Património Mundial, realizada em Riade (Arábia Saudita) em 2023. Desde a mais recente adesão à lista, Ruanda totaliza 2 sítios classificados como Patrimônio da Humanidade, sendo um deles de classificação cultural e o outro de classificação natural. 

## Bens culturais e naturais
O Benim conta atualmente com os seguintes lugares declarados como Patrimônio da Humanidade pela UNESCO:
| Ossadas no Centro Memorial de Ntrama. | Sítios memoriais do Genocídio: Nyamata, Murambi, Gisozi e Bisesero |
| Ossadas no Centro Memorial de Ntrama. | Bem cultural inscrito em 2023. |
| Ossadas no Centro Memorial de Ntrama. | Localização: Província Ocidental / Província Oriental |
| Ossadas no Centro Memorial de Ntrama. | Entre abril e julho de 1994, calcula-se que um milhão de pessoas foram assassinadas em toda Ruanda por milícias armadas conhecidas como Interahamwe que perseguiam os Tutsi, mas também executaram grupos hutus e twas moderados. As vítimas do genocídio são relembradas neste sítio serial composto por quatro centros memoriais. Dois destes foram cenários do massacre: uma igreja católica construída na colina de Nyamata em 1980 e uma escola técnica construída na colina de Murambi em 1990. A colina de Gisozi, na cidade de Kigali, abriga o Memorial do Genocídio de Kigali, construído em 1999, onde foram sepultadas mais de 250.000 vítimas enquanto a Colina de Bisesero, na Província Ocidental, abriga um memorial construído em 1998 para relembrar a luta daqueles que resistiram aos seus perseguidores durante mais de dois meses antes de ser exterminados. (UNESCO/BPI) |

| | Parque Nacional Nyungwe |
| Bem natural inscrito em 2023. |                         |
| Localização: Província Ocidental / Província do Sul |                         |
| Esta propriedade serial representa uma região importante para a conservação da floresta tropical da África Central. O sítio abriga florestas intactas e turfeiras, planaltos, matagais e pradarias que proporcionam habitats a uma flora e fauna muito diversa. O parque também possui os habitats naturais mais importantes para todo um conjunto de espécies que não são encontradas em nenhum outro lugar do mundo, como o chimpanzé-oriental (Pan troglodytes schweinfurthii), ameaçado em todo o mundo, o macaco-dourado (Cercopithecus kandti) e o morcego-de-ferradura-da-montanha (Rhinolophus hillorum), em risco de extinção. No Parque Nacional de Nyunwe também são encontradas doze espécies de mamíferos e sete de aves ameaçadas a nível mundial e, além disto, constitui um dos mais importantes locais do mundo para conservação de aves africanas, já que conta com 317 espécies de aves registradas. (UNESCO/BPI) |                         |

## Lista Indicativa
Em adição aos sítios inscritos na Lista do Patrimônio Mundial, os Estados-membros podem manter uma lista de sítios que pretendam nomear para a Lista de Patrimônio Mundial, sendo somente aceitas as candidaturas de locais que já constarem desta lista. Desde 2023, Ruanda não apresenta locais na sua Lista Indicativa.